# Хребет Вічності
69°46′0″ пд. ш. 64°34′0″ зх. д. / 69.76667° пд. ш. 64.56667° зх. д.
Хребет Вічності (англ. Eternity Range) — гірський хребет, що становить 45 км у довжину і піднімається до висоти 3239 метрів над рівнем моря (гора Надія), і простягається з півночі на південь, приблизно посередині Антарктичного півострова, в північній частині землі Палмера у Західній Антарктиді.

## Географія
Хребет Вічності простягся з півночі на південь на 45 км, при максимальній ширині до 13 км. Він розділений на три основні гірські масиви, головними вершинами на кожному із них (з півночі на південь) є гори Віра (2650 м), Надія (3239 м) та Благодійність (2680 м). Ці чотири імені для хребта та гір запропонував американський бізнесмен і полярний дослідник Лінкольн Еллсворт, який відкрив їх з повітря під час своїх польотів 21 та 23 листопада 1935 року.
Бренд Пік знаходиться за 19 км на схід-південний схід від хребта Вічності.

## Експедиції
У листопаді 1936 року хребет обстежив Джон Ріддок Раймілл з британської експедиції землі Ґреяма, який дав назву «Гора Вейкфілд» центральній горі хребта. Ця плутанина, внесена Д. Райміллом та невизначеність щодо точного місця або масштабу відкриття Елсворта на певний час перешкоджали прийняттю його номенклатури (тобто, після експедиції Антарктичної служби США в 1939–41 р. Назва Хребет Вічності або Гори Вічності була неправильно застосовані до сучасних гір Велч, які лежать за 100 км далі на південь. Ретельне вивчення оригінальних звітів, карт та фотографій та порівняння з матеріалами наступних експедицій, таких як Антарктична дослідна експедиція Ронне, 1947, та Британське антарктичне дослідження Фолклендських островів, 1960, призвело до висновку, що описані дослідження включають принаймні центральну частину хребта Вічності Елсворта і ця назва належним чином вшановує його відкриття. Назва же «Вейкфілд», яка була дана Д. Райміллом, була перенесена на сусіднє нагір'я Вейкфілд-Гайленд.